# To był dzień
To był dzień – program o profilu informacyjno-publicystycznym, mający na celu podsumowanie najważniejszych wydarzeń dnia w Polsce oraz na świecie. Emitowany był codziennie na kanale informacyjnym Polsat News o godzinie 20:00. Bliźniaczy program To był dzień na świecie, który podsumowuje ważne informacje z całego dnia na świecie, był emitowany na kanale Polsat News 2. Ostatnie wydanie wyemitowano 1 września 2017.